# EEAS
EEAS es la abreviación de Encuentro de Expresión y Arte Scout, evento que cada año se realiza en diferentes lugares de México.
Los modestos inicios de este evento, que en 1980 reunió en Meztitla a una treintena de scouts, convocados entonces a concursar en banderines de patrulla, fotografía y al ya tradicionalísimo Festival de la Canción Scout.
(Para el anecdotario: en 1982, la cuota de inscripción general era de 40 pesos, más un cargo extra por la participación en cada concurso, y 60 pesos adicionales si se optaba por acampar.)
El desmesurado incremento de asistentes al EEAS, propició el aumento de la variedad de concursos y la introducción de otras actividades alternas; otra medida significativa es su actual rotación de sede, luego de realizarse por varios años seguidos en Meztitla, lo que hizo repelar a muchos asiduos asistentes —aunque cabe recordar que, entre 1986 y 1988, el evento se realizó en el Distrito Federal, el parque mexiquense de Naucalli y Querétaro—, si bien debe reconocerse que, a raíz de esto, se incrementó notablemente la asistencia al evento.

## EEAS Realizados
| Evento                    | Año  | Fecha                  | Lugar                          | Asistencia |  |
| ------------------------- | ---- | ---------------------- | ------------------------------ | ---------- |  |
| I EEAS                    | 1980 | 13 al 16 de septiembre | Meztitla Morelos               | 30         |  |
| II EEAS                   | 1981 | 15 y 16 de septiembre  | Meztitla Morelos               |            |  |
| III EEAS                  | 1982 | 18 y 19 de septiembre  | Meztitla Morelos               |            |  |
| IV EEAS                   | 1983 |                        | Meztitla, Morelos              |            |  |
| V EEAS                    | 1984 |                        | Meztitla, Morelos              |            |  |
| VI EEAS                   | 1985 |                        | Meztitla, Morelos              |            |  |
| VII EEAS                  | 1986 | 24 al 26 de julio      | México D.F                     |            |  |
| VIII EEAS                 | 1987 |                        | Naucalli, Estado de México     |            |  |
| IX EEAS                   | 1988 |                        | Queretaro, Queretaro           |            |  |
| X EEAS                    | 1989 |                        | Meztitla, Morelos              |            |  |
| XI EEAS                   | 1990 |                        | Meztitla, Morelos              |            |  |
| XII EEAS                  | 1991 | 14 al 16 de septiembre | Meztitla, Morelos              |            |  |
| XIII EEAS                 | 1992 |                        | Meztitla, Morelos              |            |  |
| XIV EEAS                  | 1993 | 19 al 21 de noviembre  | Meztitla, Morelos              |            |  |
| XV EEAS                   | 1994 |                        | Meztitla, Morelos              |            |  |
| XVI EEAS                  | 1995 |                        | Meztitla, Morelos              |            |  |
| XVII EEAS                 | 1996 |                        | Meztitla, Morelos              |            |  |
| XVIII EEAS                | 1997 |                        | Meztitla, Morelos              |            |  |
| XIX EEAS                  | 1998 |                        | Meztitla, Morelos              |            |  |
| XX EEAS\|XX Aniversario   | 1999 |                        | Meztitla, Morelos              |            |  |
| XXI EEAS                  | 2000 | Noviembre              | Meztitla, Morelos              |            |  |
| XXII EEAS                 | 2001 | Noviembre              | Meztitla, Morelos              | 3000       |  |
| XXIII EEAS                | 2002 | Noviembre              | Meztitla, Morelos              |            |  |
| XXIV EEAS                 | 2003 | Noviembre              | San Luis Potosí                | 4000       |  |
| XXV EEAS\|25° Aniversario | 2004 | Noviembre              | Acambaro, Guanajuato           |            |  |
| XXVI EEAS                 | 2005 | 18 al 20 de noviembre  | Meztitla, Morelos              |            |  |
| XXVII EEAS                | 2006 | 17 al 20 de noviembre  | Monclova, Coahuila             | 4,500      |  |
| XXVIII EEAS               | 2007 | 17 al 20 de noviembre  | Guanajuato                     | 8,703      |  |
| XXIX EEAS                 | 2008 | 15 al 17 de noviembre  | Parque Fundidora, Monterrey    | 7,145      |  |
| XXX EEAS                  | 2009 | 13 a 16 de noviembre   | Meztitla, Morelos              | 4,031      |  |
| XXXI EEAS                 | 2010 | 13 a 15 de noviembre   | Ciudad Guzmán, Jalisco         |            |  |
| XXXII EEAS                | 2011 | 19 a 21 de noviembre   | Oaxaca                         |            |  |
| XXXIII EEAS               | 2012 | 17 a 21 de noviembre   | Tijuana, Baja California       | 900        |  |
| XXXIV EEAS                | 2013 | 17 a 19 de noviembre   | Meztitla, Morelos              | 5,000      |  |
| XXXV EEAS                 | 2014 | 15 a 17 de noviembre   | Meztitla, Morelos              | 3,500      |  |
| XXXVI EEAS                | 2015 | 15 a 17 de noviembre   | Aguascalientes, Aguascalientes | 7,045      |  |
| XXXVII EEAS               | 2016 | 19 a 21 de noviembre   | Villahermosa, Tabasco          | 3,500      |  |
| XXVIII EEAS               | 2017 | 18 a 20 de noviembre   | Meztitla, Morelos              | 4,000      |  |
| XXXIX EEAS                | 2018 | 17 a 19 de noviembre   | Guadalajara, Jalisco           | 9, 200     |  |
| XL EEAS                   | 2019 | 17 a 19 de noviembre   | Meztitla, Morelos              | 5, 500     |  |
| XLI EEAS                  | 2020 | 14 a 16 de noviembre   | En línea                       |            |  |
| XLII EEAS                 | 2021 | 13 a 15 de noviembre   | Meztitla, Morelos              | 700        |  |
| XLIII EEAS                | 2022 | 19 a 21 de noviembre   | Querétaro                      | 6,000      |  |
| XLIV EEAS                 | 2023 | 18 a 20 de noviembre   | Morelia, Michoacán             |            |  |
| XLV EEAS                  | 2024 | 16 a 18 de noviembre   | Meztitla, Morelos              |            |  |
| XLVI EEAS                 | 2025 | 15 a 17 de noviembre   | Aguascalientes, Aguascalientes |            |  |

## XXX EEAS 2009
En el 2009 el EEAS regreso a Meztitla. Se pensaba no realizar el EEAS en el año 2009, debido a que en este año la Asociación de Scouts de México tenía la organización del Jamboree Panamericano (Hoy día Jamboree Interamericano), sin embargo debido a la emergencia sanitaria que ocurrió en México por el brote de la Influenza H1N1, el Jampan fue aplazado hasta verano del 2010.
La ausencia de un evento para la membresía nacional durante el 2009 no figuraba como una opción, fue por ello que la Dirección Ejecutiva Nacional decidió poner manos a la obra y dar pie a la celebración de otro EEAS en Meztitla durante el año 2009 a pesar de que ya se había descartado,  generando una organización apresurada pero que finalmente dio como resultado un encuentro más en el Campo Escuela Meztitla.

## Áreas de acampado
Desde 1980 sin interrupciones se ha llevado a cabo el Encuentro de Expresión y Arte Scout. Como cada año la sede del evento es en un estado de la república diferente; teniendo en cuenta que un año es en algún estado del norte, y el siguiente al sur del país. La ASMAC como cada año organiza el evento en un área segura para los participantes, esta área es al aire libre (con excepción del EEAS 2008 en donde las tiendas fueron instaladas dentro del estacionamiento del Parque Fundidora). Usualmente, en los EEAS se colocan "stands" con actividades o se instalan con "souvernirs" del evento. La organización referente a la colocación de tiendas es bastante buena; ésta es por colores según el estado o provincia de donde sea originario el grupo scout a instalarse.

## Talleres y actividades
Como su nombre lo dice (Encuentro de Expresión y Arte Scout), se montan stands con diferentes actividades para que de esa manera los participantes del evento muestren diferentes tipos de expresión artística. Estos son llamados "talleres", al participar en cada taller.
Estos son: Festival de la Canción; Expresión Literaria; Expresión Tecnológica; Expresión Plástica; Colecciones Scout; Elementos Físicos del Marco Simbólico, Expresión Gastronómica, Filatelia, Expresión Corporal; Ajedrez; Campismo; Artesanías Scout; Baile y Expresión Multimedia.
Al terminar la participación en el taller elegido se recomienda sellar el carnet (proporcionado al momento del registro), y con esto se tiene la posibilidad de obtener un pin con el nombre de la actividad en la que se participó.

## Actividades de entretenimiento
Así mismo, durante el evento se instalan actividades de entretenimiento o esparcimiento llamadas por el comité organizador como Actividades Especiales.
Estas se presentan en cada Encuentro, y son: Café Scout, Expo Provincias, Scotlón y Scoutmanía, Radio encuentro y Scoutradio, El Cine y Área local de desarrollo.
Como ya es costumbre, cada año (generalmente en la segunda noche del evento) se realiza una fiesta para celebrar el mismo evento. Esta fiesta es la actividad especial con más asistencia, esta inicia a las 18 y finalizando a las 23. Dependiendo el lugar de acampado se realiza la fiesta en un lugar cerca a este. Por ejemplo; en el EEAS 2007 (Guanajuato, Gto.) se celebró en el foro al lado del Deportivo Yerbabuena, en cambio, en el Encuentro del año 2008 que se llevó a cabo en la ciudad de Monterrey, la fiesta se celebró en la Arena Monterrey, con presentación del grupo musical scout "Nudo".

## Cultura
Usualmente alguna provincia (residente o huésped) del gran evento monta una exposición con referencia al estado de donde viene. Esta presentación cultural está a cargo de un solo grupo. Por ejemplo, en el EEAS de Monclova el grupo organizador de esta Expo-Provincia fue el Grupo Scout 6 Kikapu proveniente de Saltillo, en el EEAS 2007 se encargó de esto la Provincia Cuautitlán, en el EEAS 2008 la Provincia Nuevo León tuvo en sus manos la exposición.
También existe la posibilidad de salir del lugar de acampado (solo hasta que se de toque de queda) para conocer el lugar en donde se esté llevando a cabo el evento. Un ejemplo son las posibilidades que había en el último EEAS celebrado hasta hora, que eran: Paseo Santa Lucia, Museo del Acero Horno 3, Pista de hielo, Exposición de Teotihuacán, Museo de la cultura Norestense, Museo de Historia, Museo del Palacio de Gobierno, Museo Marco, Museo Metropolitano, Museo de Culturas populares y Casa de los Títeres. También es importante mencionar que la mayoría de los grupos scouts participantes del evento (sino es que todos) tienden a dejar el lugar donde acampan para ir a dar un recorrido a la ciudad que visitan, esto es junto con todo lo demás parte importante de un Encuentro de Expresión y Arte Scout ya que el grupo tiene la posibilidad de conocer un poco más sobre el lugar

## Experiencias
Sin duda alguna regresando a casa cada scout tiene una experiencia y/o anécdota nueva; sean estas buenas o malas siempre se recuerdan con una sonrisa. La mayoría de la población en un EEAS sale en búsqueda de nuevos amigos de otros puntos del país, correos, pañoletas, sectores, escudos de grupo, etc. lo que sea que pueda recordar el evento o al scout. Una anécdota muy divertida puede ser recordada por prácticamente todos los scouts que participaron en el EEAS de Monterrey. La ya famosa "Carrera de Pijamas" que comenzó con un muchacho scout llamado Luis Daniel Lozano Salvatori corriendo en pijama con un cartel de "Carrera de pijamas inscribanse aquí" justo después de la fiesta, continúo con una cantidad muy grande de scouts (chicos, chicas y hasta jefes scout) corriendo por el estacionamiento del Parque Fundidora, y que terminó en la intervención de una patrulla para detener la "estampida" de scouts.